# Xylophanes damocrita
Xylophanes damocrita är en fjärilsart som beskrevs av Druce 1894. Xylophanes damocrita ingår i släktet Xylophanes och familjen svärmare. Inga underarter finns listade i Catalogue of Life.